# Estônia nos Jogos Olímpicos de Inverno de 1928
A Estônia mandou 2 competidores para os Olimpíadas de Inverno de 1928, em St. Moritz, na Suíça. A delegação não conquistou nenhuma medalha.